# Расписной сосуд из Шахтахты
Глиняный расписной сосуд из селения Шахтахты (азерб. Əlvan naxışlı Şahtaxtı küpü) — расписной сосуд II тысячелетия до н. э., окрашенный в красный цвет и покрытый тремя поясами рисунков, обнаруженный в 1936 году в могильнике близ селения Шахтахты в Нахичеванской Автономной Республике Азербайджана. Выставлен в Музее истории Азербайджана в Баку. По словам искусствоведов Леонида Бретаницкого и Бориса Веймарна, этот хорошо сохранившийся крупный сосуд является «характерным и одним из наиболее известных образцов керамических изделий древнего Азербайджана».

## Находка
В 1936 году в Нахичеванскую АССР была снаряжена экспедиция Азербайджанского филиала Академии наук СССР. Третьим местом работ экспедиции были окрестности селения Шахтахты в Норашенском районе.
На территории могильного поля, расположенного к северо-востоку от крепости Гявуркала, археологи наткнулись на одно погребение, покрытое двумя рядами плит (размером 1, 2 м длины и 1 м ширины и 30-40 см толщины) и из-за чего не затронутое. Погребение было заключено в каменный круг диаметром 7,7 м. В западной части погребения находился инвентарь, состоявший из 30 глиняных сосудов, которые покрывали скелет лошади, лежащей на левом боку. Из 30 сосудов только один был крашеным с рисунками.

## Описание
Сосуд шаровидной формы изготовлен из красной глины хорошего обжига. Он имеет низкое горло, отогнутый назад венчик и плоское дно. Ручек нет. По словам археолога Алескера Алекперова, его высота 48 см, ширина — также 48 см. Археолог Осман Абибуллаев приводит более точные данные касательно размеров сосуда. По его словам, высота сосуда составляет 49,8 см, диаметр дна — 15 см, корпуса — 55,6 см, а венчика — 19,2 см. Вся поверхность сосуда окрашена в красный цвет. Горлышко и нижняя часть несколько темнее светло-красной средней части, которая покрыта тремя декоративными поясами чётко прорисованных рисунков и орнамента.
Первый пояс имеет ширину 7,5 см и покрыт тёмно-красными и чёрными изображениями гусей и лебедей, расположенных в строгом ритме. Ширина второго пояса — 16 см. Здесь изображены различные сцены цикла «борьбы зверей». На этих рисунках хищные звери и птицы нападают на диких коз, осла, быка и зубра. Между зверями изображены водоплавающие птицы. По словам искусствоведа Владимира Шлеева, схематизированные сцены охоты волков (или собак) и хищных птиц на диких коз, осла и быка на этом поясе размещены строго ритмически. Третий пояс состоит из простого орнамента, состоящего из скрещённых полосок, образующих ромбы. Его ширина — 3,5 см.
Форма, окраска и расположение рисунка сосуда точно повторяет сосуды, обнаруженные в могильнике Кызыл-Ванк. Своими размерами и рисунком же он отличается от кызыл-ванкских. Алекперов полагал, что рисунки на кувшине изображали местную фауну.

## Датировка
Согласно искусствоведам Леониду Бретаницкому и Борису Веймарну, этот сосуд относится к середине II тысячелетия до н. э.. Искусствовед Владимир Шлеев относит сосуд к концу II тысячелетия до н. э. Археолог и востоковед Борис Пиотровский датирует могильник, где был найден сосуд, концом II тысячелетия до н. э.. Археолог Осман Абибуллаев относит полихромно-расписные сосуды из Шахтахтинского погребения к XIII—XII вв. до н. э. Искусствовед Насир Рзаев датирует сосуд XVIII—XVII вв. до н. э.